# Cattedrale di Santa Maria Assunta (Ischia)
La cattedrale di Santa Maria Assunta è una chiesa monumentale di Ischia, situata nella località di Ischia Ponte, e cattedrale della diocesi di Ischia.

## Storia

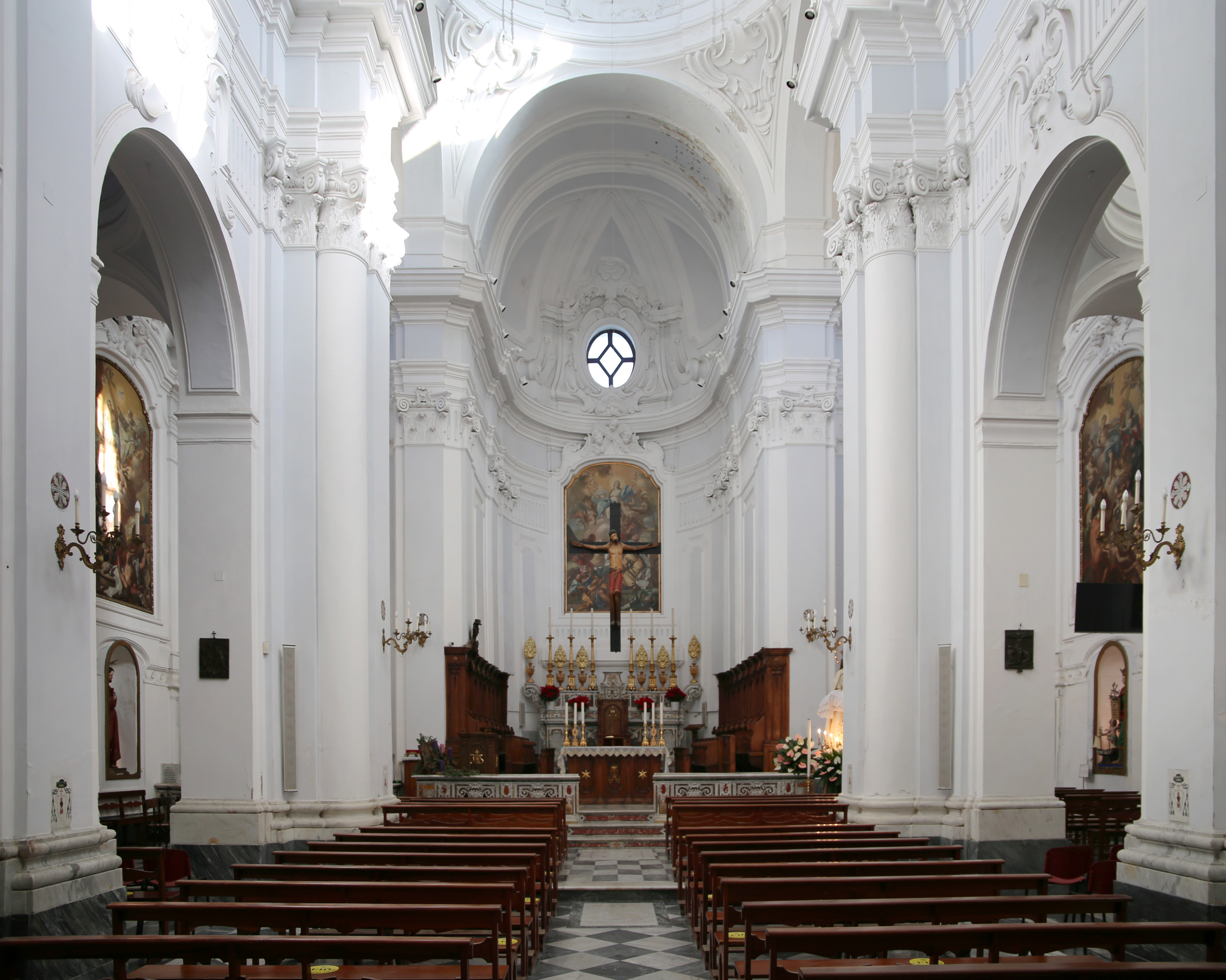
L'interno

Una primitiva chiesa, dedicata a Santa Maria della Scala, venne edificata nel 1388 da Pietro Cossa, fratello dell'antipapa Giovanni XXIII, in onore del defunto padre Giovanni, governatore di Ischia e Procida: venne inoltre realizzato anche un convento destinato ai padri agostiniani, ai quali fu affidata la gestione della struttura. Gli stessi monaci ricostruirono la chiesa, dopo essere stata quasi interamente distrutta, tra il 1751 ed il 1752; nel 1809 inoltre diventa cattedrale della diocesi di Ischia, assumendo tra l'altro la denominazione di Santa Maria Assunta: infatti quella vecchia, situata all'interno del Castello Aragone, fu distrutta durante il conflitto tra francesi ed inglesi, bombardata da questi ultimi, che si erano posizionati nei pressi della collina di Soronzano; dalla vecchia cattedrale furono trasportate le numerose opere d'arte che si erano salvate. Nello stesso anno, Gioacchino Murat, soppresse tutti gli ordini monastici e gli agostiniani furono costretti a lasciare l'isola: fecero ritorno ad Ischia poco tempo dopo con il ripristino della dinastia borbonica. Negli anni, la chiesa, è stata soggetta a lavori di restauro, in particolare quella del 1912 quando fu rifatta la pavimentazione.

## Descrizione

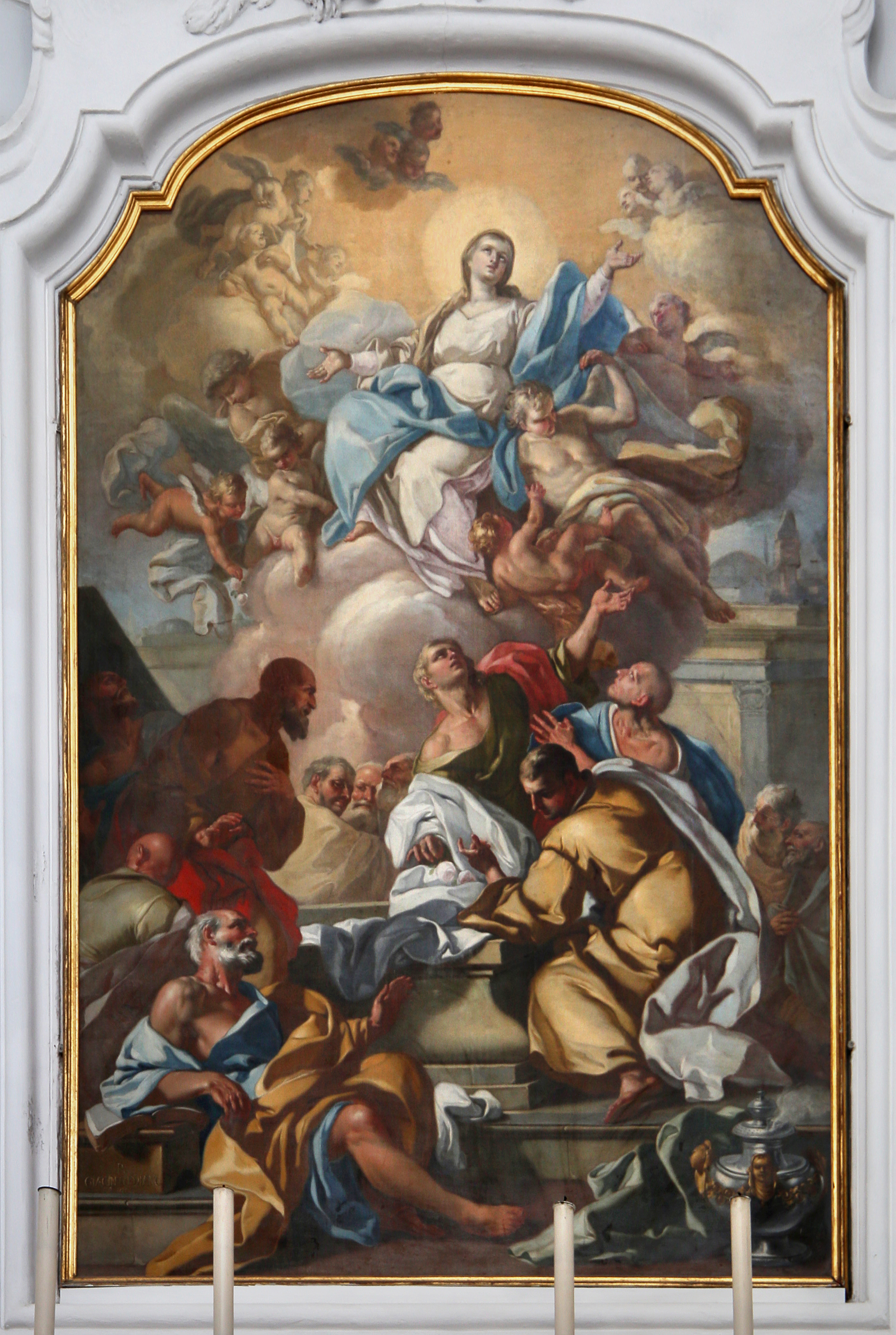
Tela dell'altare maggiore raffigurante lAssunta, opera di Giacinto Diano

L'accesso alla chiesa, protetta da un cancello in ferro battuto, è dato da alcuni gradini in marmo, posti nei pressi dei tre ingressi; la facciata, in stile barocco, così come del resto tutto il resto del complesso, è divisa in due da una trabeazione: la parte inferiore, decorata con lesene a stucco, presenta tre portali d'ingresso, uno centrale di maggiori dimensioni, sormontato da un mosaico raffigurante la Madonna, e due laterali più piccoli, mentre la parte superiore reca al centro un finestrone e decorazioni in stucco, per terminare poi con una croce in ferro.
Internamente la chiesa è pavimentata in marmo, dono di monsignor Mario Palladino, e divisa in tre navate, di cui una centrale, di maggiori dimensioni, separata dal transetto da un arco trionfale nel quale campeggia un altorilievo in stucco raffigurante una donna, che secondo la tradizione rappresenterebbe la moglie di Pietro Cossa, e due laterali, più piccole, ognuna delle quali ospitanti tre cappelle; sul fondo della chiesa, sostenuta da due colonne, è la cantoria con organo, mentre il soffitto è semplicemente decorato in stucco bianco e oro, con raffigurazioni di angeli e putti. Lungo la navata di sinistra è posta la cappella del fonte battesimale: questo è realizzato con tre cariatidi, raffiguranti la Mansuetudine, la Giustizia e la Prudenza, proveniente dal monumento funebre di Giovanni Cossa, salvato nel 1610 per volere dell'arciprete Raffaele Onorato, posto nella vecchia cattedrale, che reggono il fonte ovale, nel quale fu battezzato san Giovan Giuseppe della Croce il 15 agosto 1654, decorato con cherubini in rilievo, ed intorno quattro colonne tortoli decorate con scanalature e rami fioriti, terminanti con capitelli di diverse dimensioni; completa la cappella una tela di anonimo del XVIII secolo, raffigurante Santa Chiara da Montefalco e Santa Rita da Cascia. Seguono la cappella con tela di San Giuseppe, realizzata tra il 1760 ed il 1762, opera di Alfonso Di Spigna, ed altare in marmo del 1834 commissionato dal vescovo Giuseppe D'Amante, e la cappella di San Giovan Giuseppe della Croce, con tela della metà del XX secolo di Lino Dinetto, ritraente la Madonna con San Giovan Giuseppe della Croce, e altare in marmo del 1833. Lungo la navata di destra è la cappella con tela di San Tommaso da Villanova, attribuita a Giacinto Diano, e nella quale nel 2000 è stato realizzato il sacello dei vescovi, la cappella dell'Immacolata con pala omonima di un anonimo del XVIII secolo ed altare in marmo del 1834, e la cappella con tela dell'Annunciazione, sempre di Giacinto Diano, ed altare in marmo del 1833.

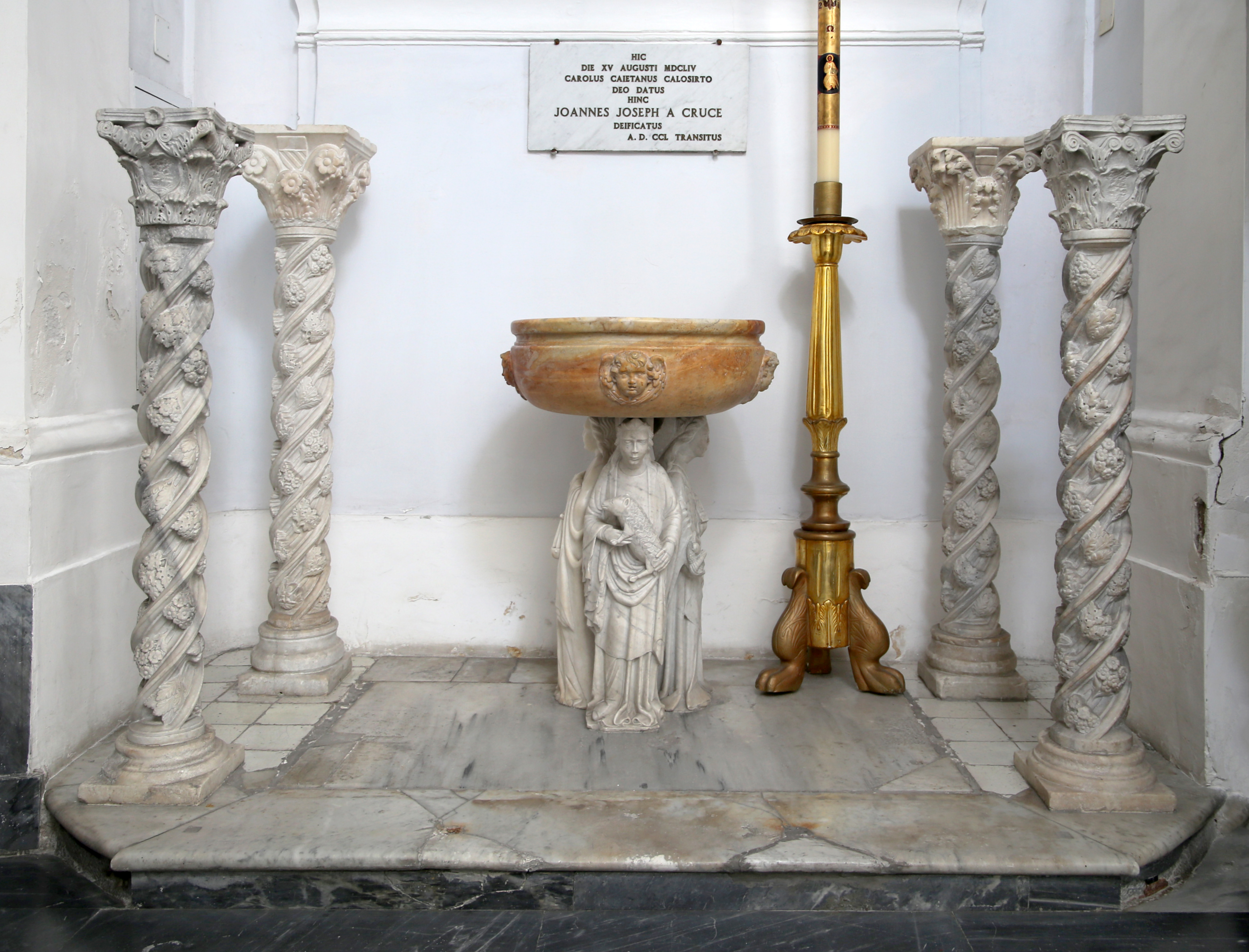
Il fonte battesimale

Nella parte centrale del transetto si apre la cupola, così come ai suoi lati ne sono poste due più piccole, tutte di forme ellittiche: all'estremità sinistra del transetto, oltre all'ingresso della sagrestia, è una tela raffigurante Sant'Agostino, di Giacinto Diano, e una statua del Sacro Cuore di Gesù, mentre sulla parete di fronte alla navata è custodito un crocifisso di scuola catalana risalente al XIII secolo. All'estremità destra del transetto invece si trova la tela di San Nicola da Tolentino, sempre del Diano, ed una statua di Santa Restituta, mentre sulla parete di fronte alla navata si apre la cappella del Santissimo Sacramento, all'interno della quale è custodita una tavola del XIV secolo, ritraente la Madonna della Libera, dinanzi alla quale si narra abbiano spesso pregato Vittoria Colonna e Francesco Fernando d'Avalos. L'altare maggiore, realizzato tra il 1746 ed il 1764, è posto nell'abside della chiesa: è sormontato da una tela raffigurante l'Assunta, opera di Giacinto Diana, posto in una cornice in stucco; completano l'ambiente quattro reliquiari ed un coro ligneo. 
Nella sacrestia erano ospitate diverse opere pittoriche provenienti dall'antica cattedrale come una tavola di Dirk Hendricksz, raffigurante San Giorgio che trafigge il drago e un San Tommaso Orante, di ignoto e in passato attribuito erroneamente da monsignor Onorato Buonocose, di cui è presente una gigantografia, a Giovan Francesco Penni ed una Crocifissione, in marmo, in arte gotica, tutte oggi al Museo diocesano. 
Esternamente si erge il campanile: costruito nel 1596 come torre di guardia, a pianta quadrata, e rifugio per la popolazione durante le incursioni saracene, assunse il suo ruolo definitivo nel 1613.